# Estação salitreira

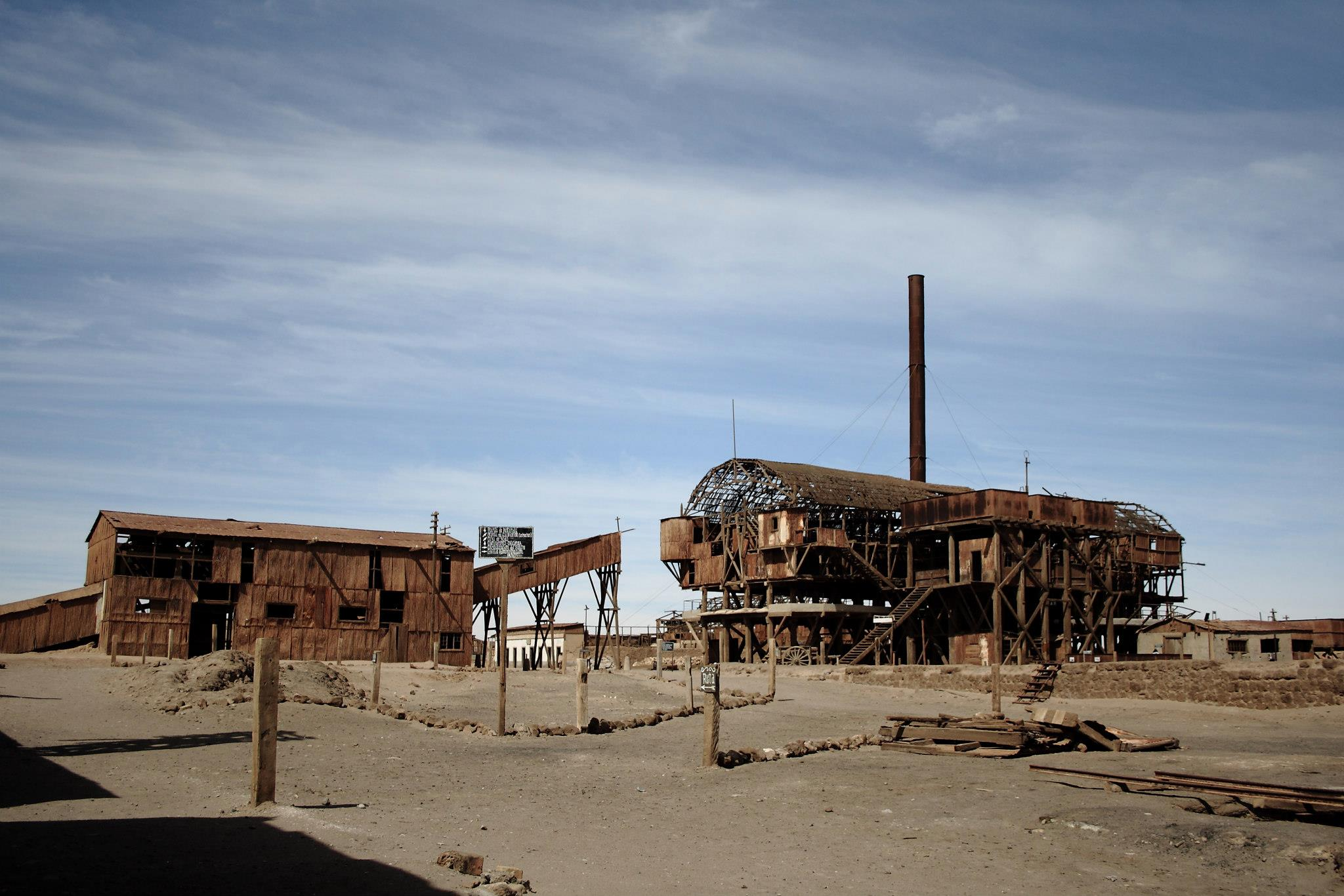
Ruínas da estação salitreira de Santa Laura, Patrimônio da Humanidade desde 2004.

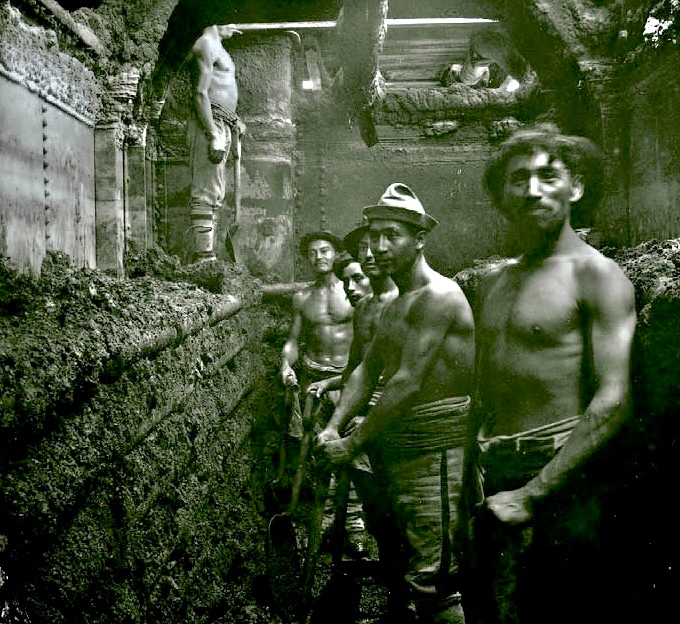
Operários em lidas salitreiras, no começo do século XX.

Estação salitreira é o nome que recebem os diferentes centros de exploração do salitre localizados nas atuais regiões chilenas de Tarapacá e Antofagasta, que proliferaram entre 1842 - quando se descobriu a utilidade do salitre - e os anos 1930 - quando se inventou o salitre sintético.
Devido à isolação e aridez da zona de exploração mineira, em pleno deserto do Atacama, criaram-se instalações industriais para a extração e processamento do salitre, enclaves quase auto-suficientes que reuniam a administração do centro mineiro, as moradias dos trabalhadores, os centros de venda conhecidos como "pulperías", as igrejas, as escolas e os centros de lazer. As estações salitreiras foram o lar de milhares de trabalhadores provenientes do Chile, Bolívia, Peru e Argentina.

## História
Segundo uma lenda, dois aymaras da região fizeram uma fogueira, que ardeu a terra que continha caliche. Avisaram então o cura de Camiña, e levando água benta, recolheu-se algumas mostras da terra que continham Nitrato de Potasio. Parte das amostras foi levada para o pátio da casa do sacerdote, e mais tarde observou-se que as plantas desenvolviam-se extraordinariamente rápido.
Com a descoberta do salitre na zona, estabeleceram-se em Tarapacá e Antofagasta estações salitreiras para a exploração do nitrato. O salitre era uma importante fonte de nitratos para fertilizantes e outros usos químicos, incluindo pólvora e fogos de artifício.
De 1810 a 1812, as oito primeiras estações salitreiras estabeleceram-se na província de Tarapacá, em Negreiros, Pampa Negra e Zapiga. O início da exportação de nitratos para a Europa e os EUA na década de 1830 foi o marco mais importante da história da indústria do nitrato, e trouxe consequências econômicas para os três países que compartilham o Deserto do Atacama: Chile, Peru e Bolívia.
Antofagasta foi fundada em 1868, em outubro de 1869, a extração de nitratos começou na Estação Salar del Carmen, a primeira indústria produtora de nitrato. Em 1873, o governo peruano estabeleceu o Truste do Nitrato,  um monopólio estatal centrado em Tarapacá, até a Guerra do Pacífico. Este conflito militar foi uma das consequências da expansão das estações salitreiras.
Os donos das estações salitrerias eram de diversas nacionalidades, entre eles peruanos, bolivianos, espanhóis, franceses, alemães, chilenos, ingleses, italianos, e até croatas
Com a queda das vendas de salitre durante os anos 1930, a maioria das estações salitreiras foram desalojadas (produzindo um êxodo em massa de trabalhadores) e desmanteladas. Na atualidade, sobraram poucas estações salitreiras em pé, que são basicamente "cidades fantasma", que se encontram, em sua maioria, em mau estado de conservação. As estações mais conhecidas são as de Humberstone e Santa Laura na Região de Tarapacá, que desde 2004 são Património da Humanidade. E Chacabuco, Pedro de Valdivia e María Elena na  Região de Antofagasta, sendo María Elena a única estação salitreira em funcionamento .

## Lista das estações salitreiras

### Tarapacá
- 10 de setembro
- Abra (ex Napired)
- Água Santa
- Alianza
- Amelia (ex Desenho)
- Ángela
- Anita
- Aragón
- Argentina

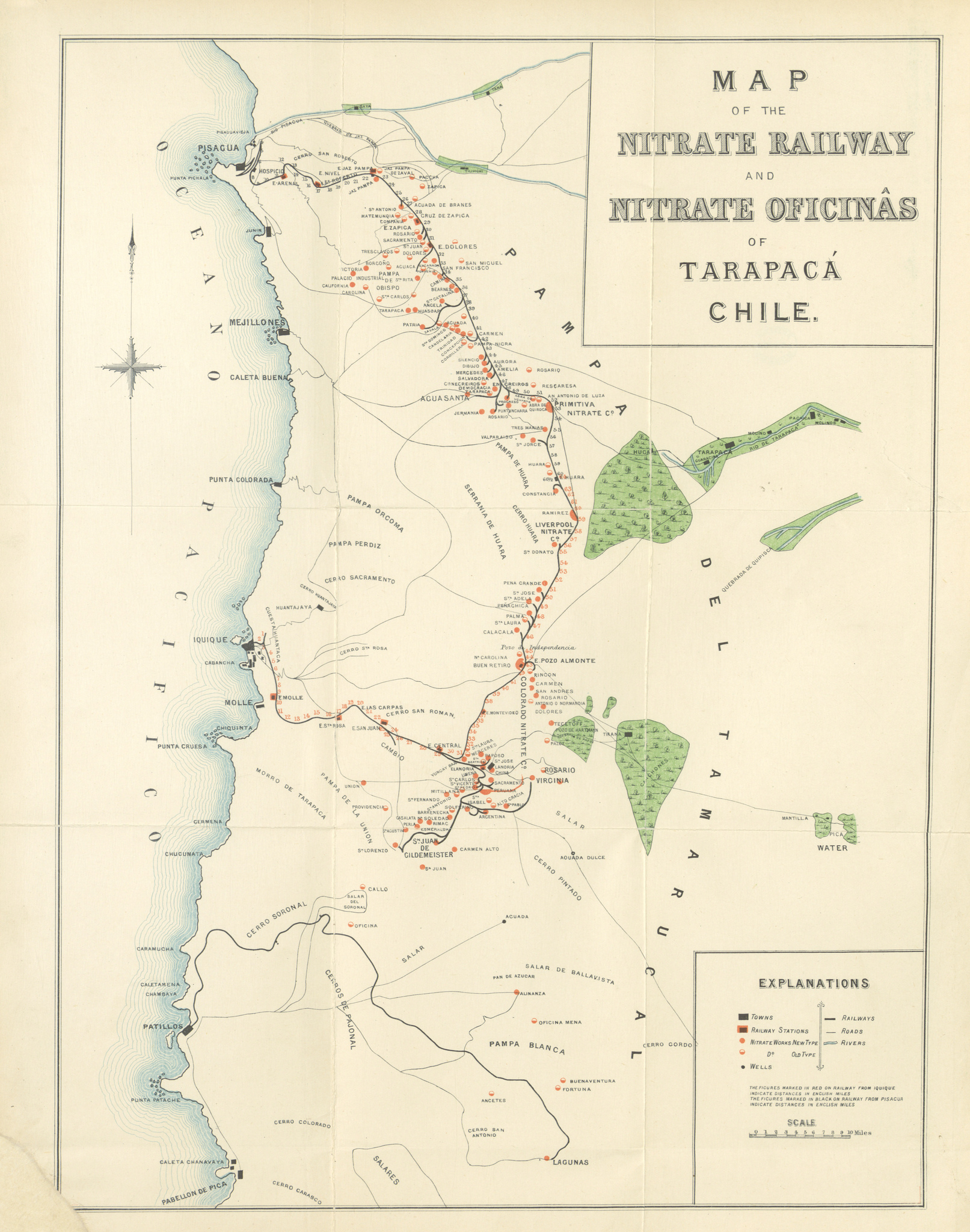
Mapa das estações salitreiras e a ferrovia na Província de Tarapacá (1890).

- Astúrias (Pelayo+Covadonga. Ex Reduto+Huascar)
- Aurora (ex Silêncio)
- Aurrerá
- Barcelona
- Bellavista
- Buen Retiro
- Buenaventura
- Cala Cala (ex Independência + Colômbia)
- Califórnia
- Camiña (ex Saca se Podes)
- Carmen Baixo
- Carolina
- Carpas (ex Nova Roda)
- Centro Lagoas
- Chacabuco
- Cholita
- Chucalaquima
- Compañía
- Cóndor
- Constancia
- Corunha
- Cruz de Zapiga
- Democracia
- Elena
- Enriqueta (ex Santa Rosa de Zapiga)
- Esmeralda
- Felisa
- Franka
- Gloria
- Hervatska
- Humberstone (ex A Palma)
- Iquique
- Irene
- Íris
- Jazpampa
- Josefina
- Keryma
- La Granja
- La Pátria
- La Perla
- La Serena
- Limeña (ex A Roda)
- Los Pirineos
- Mapocho
- Marousia
- Mercedes
- Nena Vilana
- North Lagunas
- Paccha
- Palacio Industrial
- Pan de Azucar
- Paposo
- Pampa Unión
- Peña Chica
- Peña Grande (Forte Baquedano)
- Peruana
- Planta de Potasa
- Pontevedra (ex Santa Clara)
- Porvenir
- Primitiva
- Progreso
- Providencia
- Puntilla de Huara
- Puntuchara
- Ramíez
- Recuerdo
- Resurrección
- Rosario de Huara
- Sacramento
- Salvadora
- San Agustín
- San Antonio de Zapiga
- San Donato
- San Enrique
- San Francisco
- San Jorge
- San José
- San Lorenzo
- San Manuel
- San Pablo
- San Patricio
- San Pedro
- San Remígio
- Santa Ana
- Santa Catalina
- Santa Elena
- Santa Laura
- Santa Luzia
- Santa Rita
- Santa Rosa de Huara
- Santiago
- Sara (ex San Esteban)
- Sebastopol
- Slavia (ex Rosario de Negreiros)
- Slavonia
- Solferino
- South Lagunas
- Tarapacá
- Tránsito
- Tres Marías
- Trinidad
- Unión
- Valparaíso
- Veranees
- Victoria
- Victoria (ex Brac)
- Vigo
- Virginia
- Vis

### Antofagasta
- Abra
- Aconcagua
- Agustín Edwars
- Alberto Bascuñán (ex Delaware)
- Alemania
- Algorta (ex H. Astoreca)
- Angamos
- Aníbal Pinto
- Araucana
- Arturo Prat
- Atacama
- Ausonia
- Avanzada
- Ballena
- Blanco Encalada
- Bonasort
- Britania
- Buena Esperanza
- Carmelo
- Castilla
- Catalina del Sur
- Caupolicán (ex Alianza)
- Cecilia
- Celia
- Chacabuco
- Chile
- Cobija
- Cochrane (ex Pissis)
- Concepción
- Condell
- Cota
- Coya Sur
- Curicó
- Delaware (ex Carolina)
- Domeyko (ex Carreira)
- Dominador
- Empresa
- Ercilla
- Esperanza
- Eugenia
- Filomena
- Flor de Chile
- Francisco Puelma
- Ghizela
- Gmo. Matta
- Grutas
- Iberia
- Joaquín Pérez
- José Antonio Moreno (ex Lagunas de Taltal)
- José Francisco Vergara
- José Santos Ossa
- La Americana
- La Valparaíso
- Lautaro
- Lastenias
- Leonor
- Lilita
- Lina
- Los Dones
- Luisis
- María
- María Elena (ex Coya Norte).
- María Teresa
- Miraflores
- O'Higgins
- Oriente
- Pampa Rica
- Pampa Unión
- Pedro de Valdivia
- Pepita
- Peregrina
- Perseverancia
- Petronila
- Portezuelo
- Prosperidad
- Renacimiento (ex San Gregorio)
- Rica Aventura
- Rosario
- Santa Adela
- Salinitas
- San Andrés
- San Martín (ex Valparaíso)
- Santa Fé
- Santa Isabel
- Santa Luisa
- Savona
- Severin
- Sudamericana
- Tranque Sloman
- Tricolor
- Yugoslavia (ex Cristiana)